# ヒートパイプ

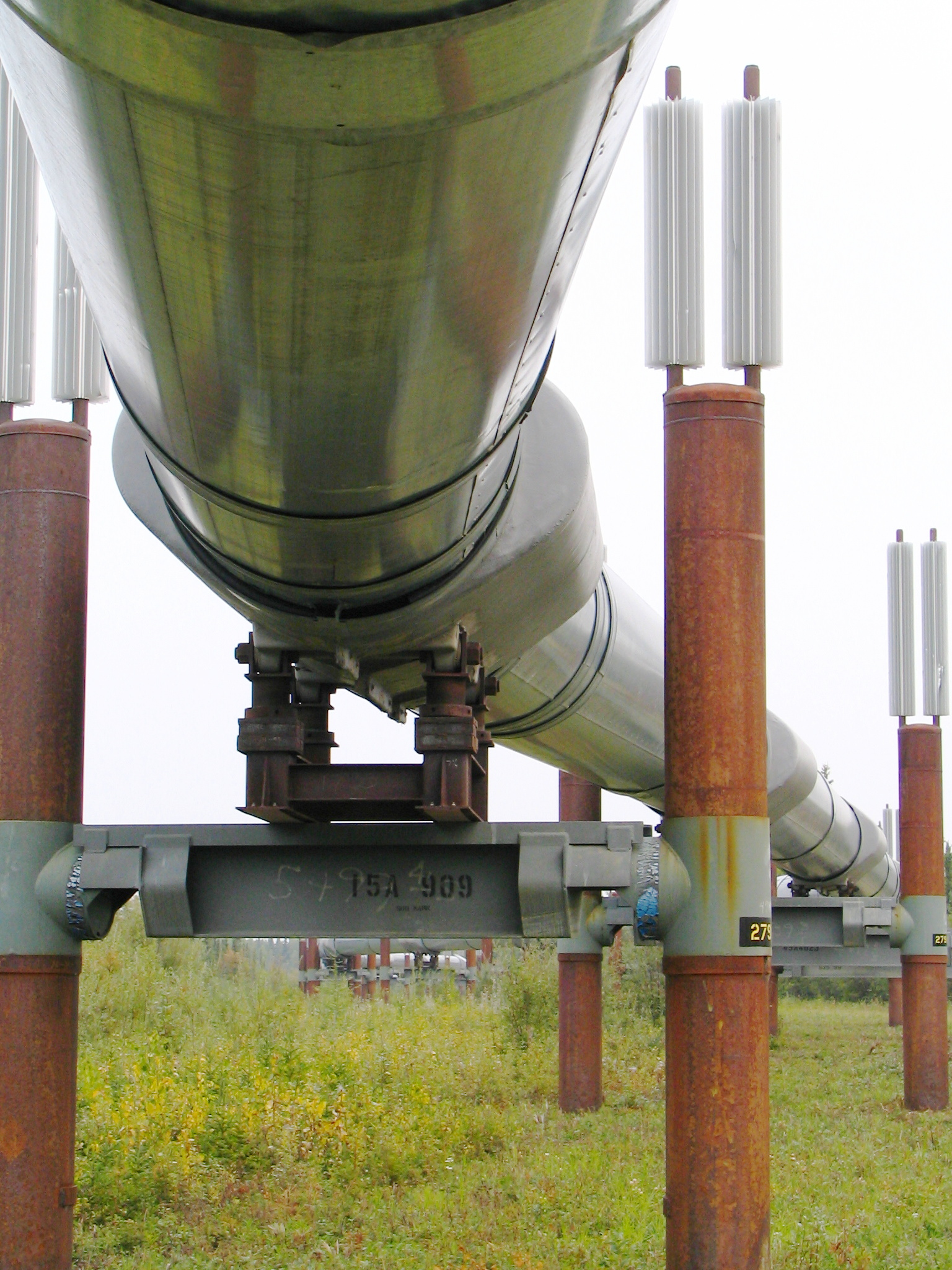
永久凍土上のパイプラインで地中の熱を逃がすヒートパイプ

ヒートパイプ（英語：heat pipe）とは、熱の移動効率を上げる技術・仕組みの一つ。単に効率を上げるだけでなく、一方の温度が高い場合にのみ移動効率を発揮する熱ダイオードとしての使用法もある。なおメカニズム的には、熱伝導を上げているわけではなく、作動液の移動を用いて熱を移動させる仕組みである。
NASAにより人工衛星中の放熱に利用されたのが実用化の始まりである。熱伝導性が高い材質からなるパイプ中に揮発性の液体（作動液, Working fluid）を封入したもの。パイプ中の一方を加熱し、もう一方を冷却することで、
1. 作動液の蒸発（潜熱の吸収）
2. 作動液の凝縮（潜熱の放出）

のサイクルが発生し熱を移動する。
冷却部を加熱部より高い位置に設定することにより、凝縮後の作動液を加熱部に戻すことができるが、パイプ内壁をウィックと呼ばれる毛細管構造にすることにより、高低差がない場合や無重量状態でも利用が可能になる。

## 原理

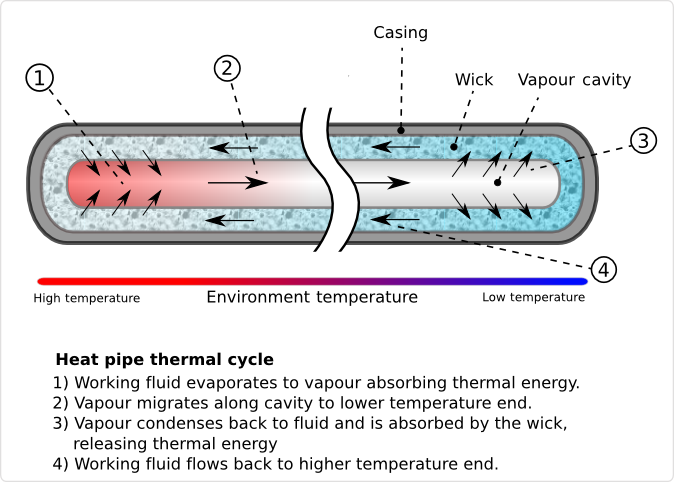
ヒートパイプの原理。図の左側が高温部、右側が冷却部。

右の図にヒートパイプの原理を示す。図の左側は高温部、右側は低温部（冷却部）である。
1. 高温部内壁で、作動液が熱を吸収して蒸発する。
2. 作動液蒸気が空洞を通って低温部に移動する。
3. 低温部で冷却された作動液蒸気は凝集して液体に戻り、内壁のウィック（毛細管構造の芯）に吸収される。
4. 作動液が内壁ウィックを伝わって高温部に戻る。

このように両端に温度差を与えることにより1-4の過程が生じ、ヒートパイプ内で作動液が循環し、高温部から低温部への熱移動が起こる。

## 形態
以上で述べたような一般的な形態のものの他、以下のような形態のものも研究されている。

### ループヒートパイプ
毛細管現象を利用することで機械稼動部分を無くしている点は共通するが、ループ中を一方通行で冷媒が流れるようにしたもの。

### 自励振動ヒートパイプ
全体としては何度も配管が往復していて、大きなループとなっているのであるが、加熱部分における気化と冷却部分における液化による冷媒の体積変化により、配管中を冷媒があたかも自励振動のように移動する、というもの。

## 応用

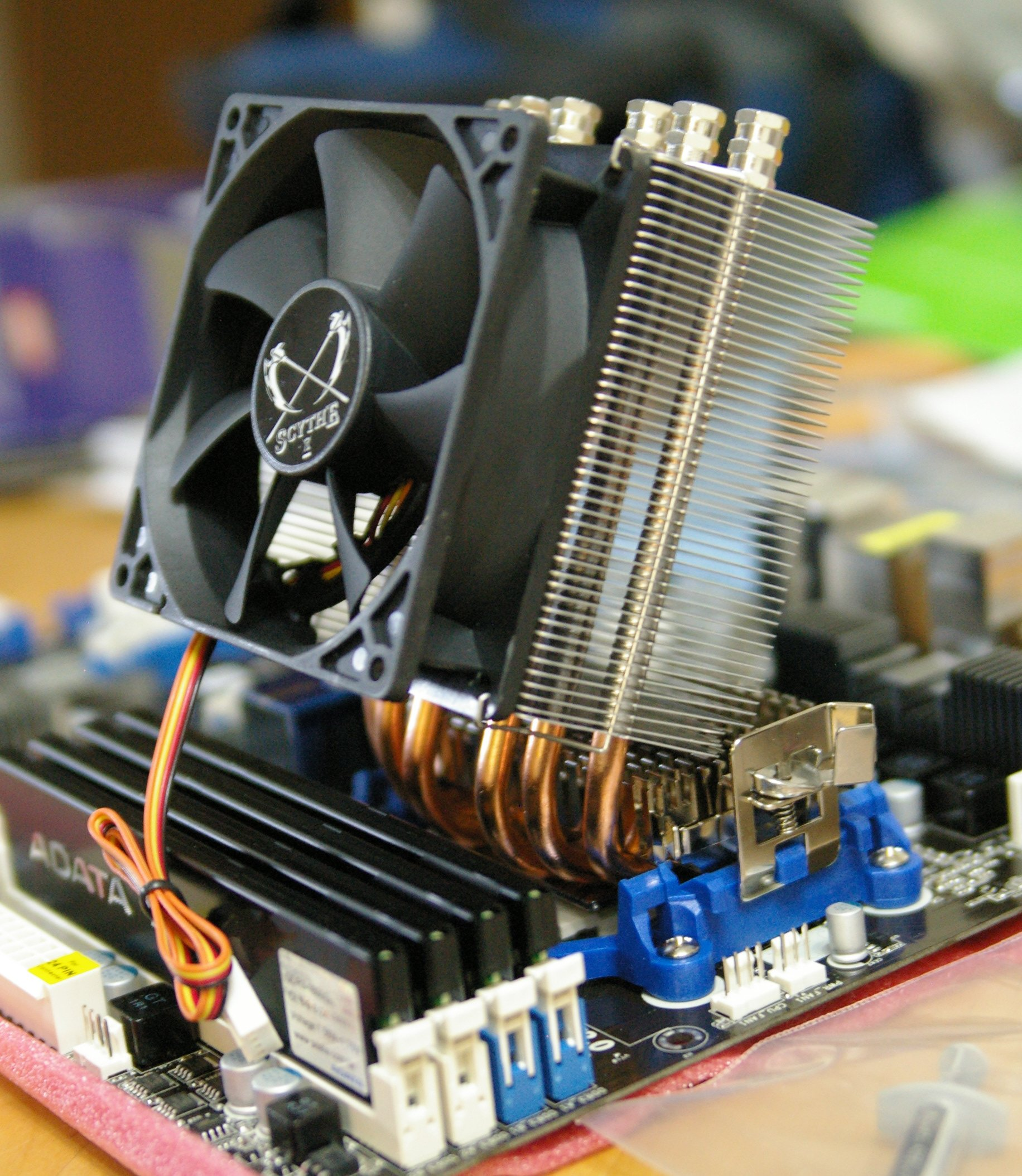
マイクロプロセッサの冷却装置

### パイプライン
米アラスカ州のトランス・アラスカ・パイプラインは永久凍土上に敷設されており、パイプラインが発する熱で永久凍土が溶けてしまうのを防ぐため、支柱にヒートパイプが内蔵されている。熱は地中から空中の一方方向にしか移動しない。

### 電気機器の冷却
電気機器の冷却などでも使用されている。特に「CPUクーラー」と呼ばれている空冷のマイクロプロセッサの冷却装置では、チップに直接、あるいはそこから「ヒートスプレッダ」と呼ばれる熱伝導性の良い板を介して接触する面から、多数枚の薄いアルミ（小型のものでは銅）板から成る放熱フィン部へと、高速に熱を移動させるために多用されている。ノートPC等では、空間の利用のために発熱部とファンがある部分が離れてしまっている場合、その間をヒートパイプで連結している。また市販製品ではあまり見られないが、Cooler Master社はODM向けにループヒートパイプを提供しているようである。

## 注
1. ↑  https://www.coolermastercorp.com/our-excellence/design/loop-heat-pipe/